# گزارشگیری
گزارشگیری یا بازگویی روند:
1. دریافت یک توضیح
2. دریافت اطلاعات و باقی مانده‌های مبتنی بر واقعه از بافتار
3. گزارش اقدامات و عملکرد یا فرصت‌های بررسی بیشتر نتایج یک مطالعه، تحقیق و تفحص یا ارزیابی عملکرد.
که پس از اتمام مشارکت در یک فعالیت غوطه وری(immersive) صورت می‌گیرد.

گزارش گیری‌ها وقتی مؤثر ترند که به صورت تعاملی بین شرکت کنندگان در این فعالیت همه‌جانبه (غوطه وری) و کارمندان بخش ارزیابی و مشاهده صورت بگیرد.

## گزارشگیری نظامی

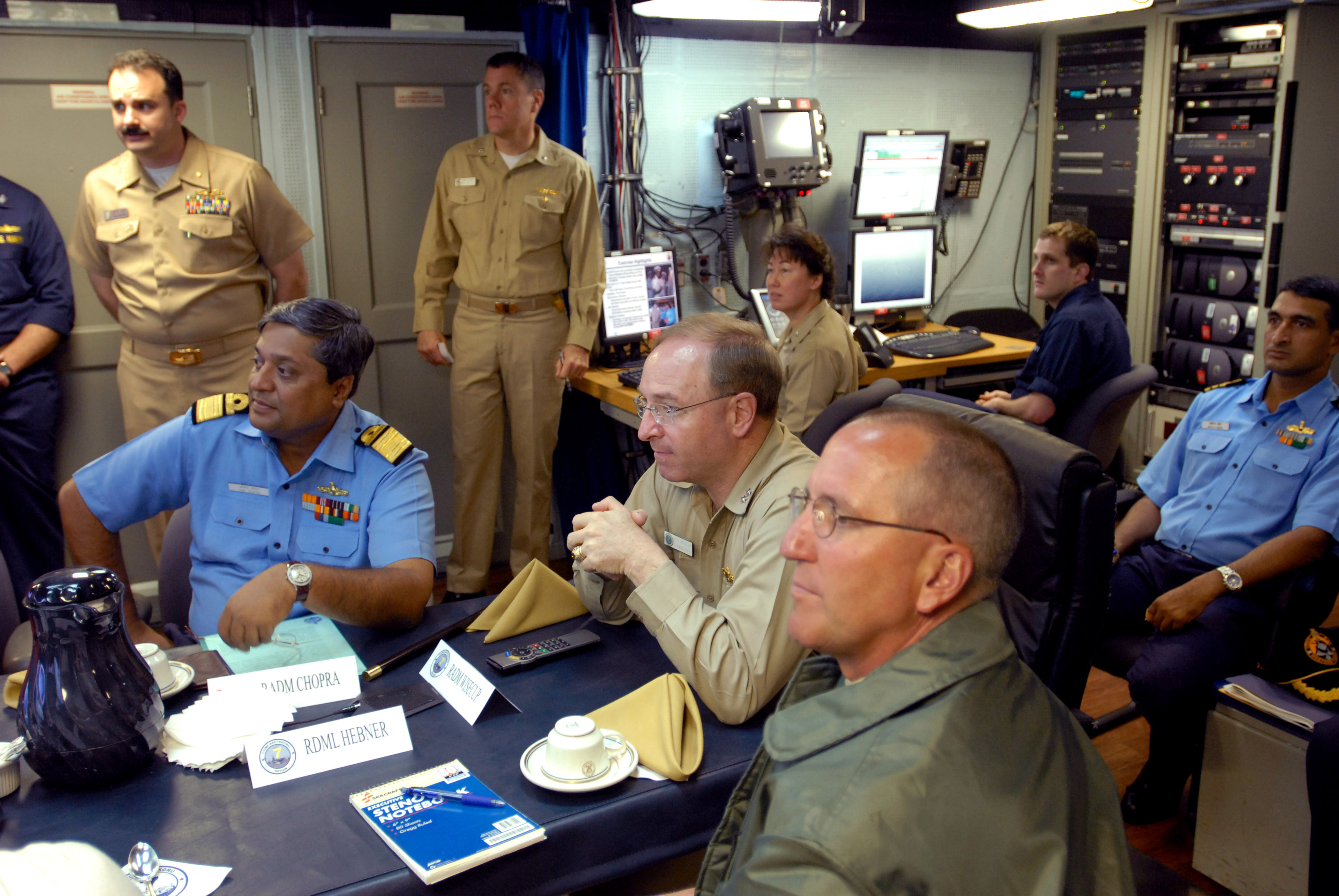
گزارشگیری بر روی عرشه ناو USS Ronald Reagan (CVN-76).

گزارش گیری سرچشمه اش در علوم نظامی است. این نوع گزارشگیری برای دریافت اطلاعات از یک خلبان یا سرباز پس از یک مأموریت انجام می‌شود تا به او آموزش بدهند که کدام اطلاعات می‌تواند برای عموم مردم منتشر شود و چه اطلاعاتی طبقه‌بندی شده است و نباید در مورد آنها صحبت کنند. یکی دیگر از هدف‌های نظامی و گزارشگیری ارزیابی فرد برای بازگشت هرچه زودتر او به انجام وظایف سابقش است.

## پژوهش‌های روان شناختی
در پژوهش‌های روان شناختیی گزارشگیری یک مصاحبه کوتاه طول است که بین محققان و پژوهش شرکت کنندگان بلافاصله پس از مشارکت آنها در آزمایش روانشناسی صورت می‌گیرد و در این مفهوم به معنای بازگویی ترجمه شده است.